# Karjiang
Le Karjiang (7 221 m) est un sommet du Tibet, à 3 km au nord-est du Kula Kangri et proche de la frontière entre le Bhoutan et la Chine. C'est l'un des plus hauts sommets vierges du monde.
| Sommet                        | Altitude (m) | Coordonnées                  |
| ----------------------------- | ------------ | ---------------------------- |
| Karjiang I (Karjiang Sud)     | 7 221        | 28° 15′ 27″ N, 90° 38′ 48″ E |
| Karjiang central              | 7 216        | 28° 15′ 35″ N, 90° 38′ 41″ E |
| Karjiang II                   | 7 045        | 28° 16′ 19″ N, 90° 38′ 54″ E |
| Karjiang III ou Taptol Kangri | 6 824        | 28° 16′ 37″ N, 90° 37′ 59″ E |

Le 14 octobre 1986 les Japonais Nobuhiro Shingo, Kenji Tomoda et Hiroshi Iwasaki réussissent par l'arête nord-ouest la première ascension du sommet central, légèrement moins élevé que le point culminant, jugé trop difficile.
En 2001, une expédition néerlandaise tente sans succès l'ascension du sommet sud, d'abord par l'impressionnante face nord-est, puis par la face ouest ; le 19 octobre 2001, Pepijn Bink, Willem Horstmann, Rein-Jan Koolwijk et Haroen Schijf réussissent par la face nord la première ascension de la pointe 6 824 m, qu'ils baptisent Taptol Kangri.